# Žižkův dub (Náměšť nad Oslavou)

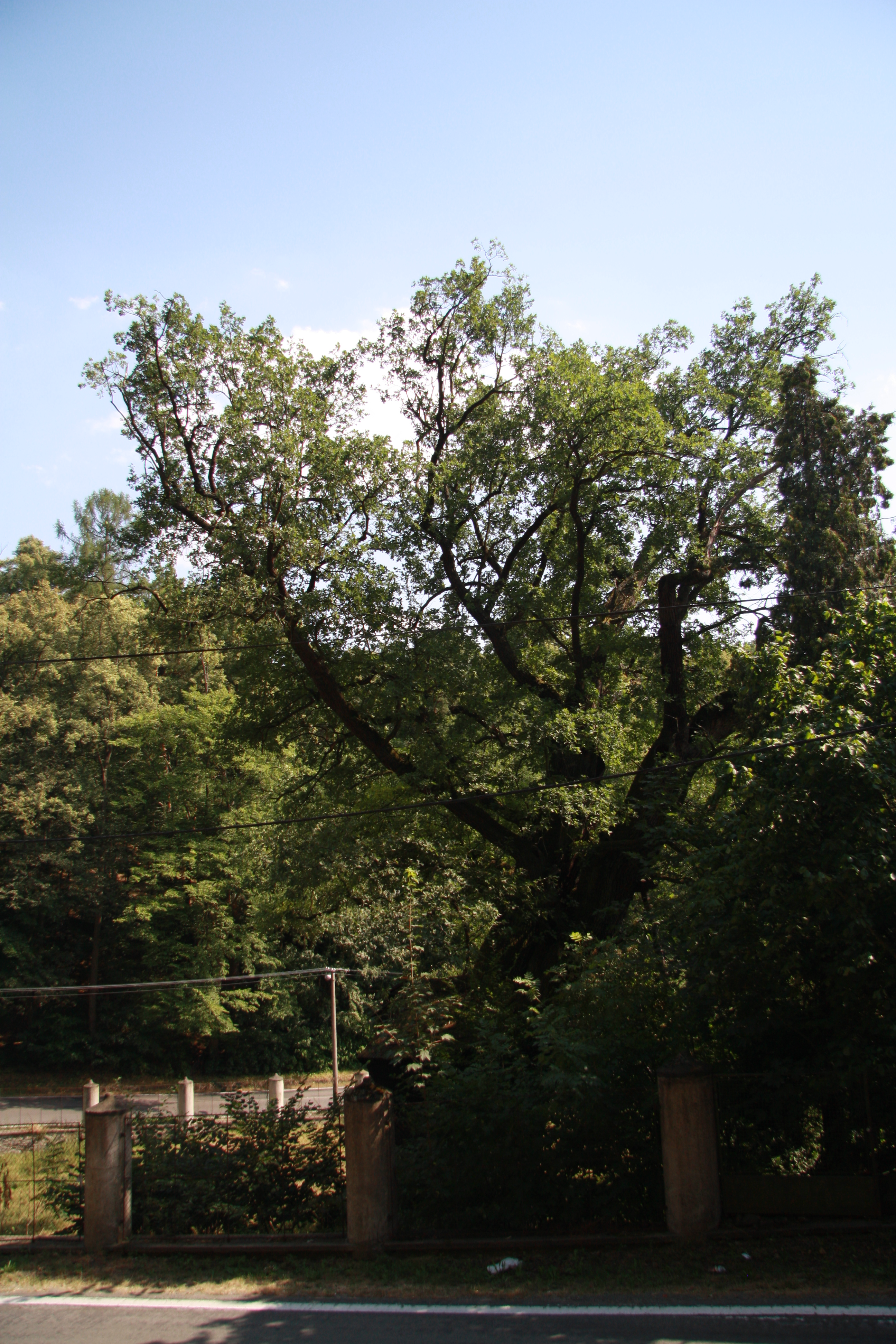
Žižkův dub v roce 2013

Žižkův dub v Náměšti nad Oslavou je považován za největší a pravděpodobně i nejstarší žijící dub Moravy. Na rozdíl od většiny ostatních nebyl vysazen, ale je pozůstatkem původních dubin, které zdejší krajinu pokrývaly. Ke stromu se vztahuje pověst o Janu Žižkovi.
V roce 2019 se památný strom dostal do finále soutěž Strom roku. Nakonec se umístil jako druhý po Chudobínské borovici. Spolek, který přihlásil Chudobínskou borovici do soutěže se domluvil s pořadateli soutěže a výhru (ošetření a kontrolu stavu stromu) přenechal Žižkovu dubu.

## Základní údaje
- název: Žižkův dub v Náměšti nad Oslavou
- výška: 15 m[5], 20 m[1], 16 m[6]
- obvod: 920 cm (1907)[7], 974 cm (1975)[8], 1010 cm (1994)[8][1]
- věk: 800–1000 let (1910, R. Tenora, místní farář)[5], 900 let[6]
- sanace: polovina 20. stol., polovina 80. let, 90. léta
- souřadnice: 49°12'33.48"N, 16°10'0.26"E

Strom stojí v ostré zatáčce nedaleko zámku. Není veřejně přístupný, ale je dobře viditelný od silnice (vzdálenost jen 8 metrů)

## Stav stromu a údržba
Mohutný kmen o obvodu deset metrů je dutý, dutina otevřená na mnoha místech. Korunu tvoří už jen dvě kosterní větve. S ohledem na stáří je strom v dobrém stavu, plodí a koruna je hustě olistěná.
V polovině 20. století bylo provedeno zakrytí dutiny. V polovině 80. let nahradila šindelovou stříšku nová konstrukce, která dub chrání dodnes. Je poměrně neobvyklá, připomíná starou chaloupku nebo obří úl. Doktorka Hrušková uvádí, že když byla konstrukce na dubu nově instalovaná, vypadal strom jako ve šněrovačce. Další sanace proběhla v 90. letech. Zahrnovala zdravotní řez, konzervaci dutiny, opravu zastřešení, instalaci bezpečnostní vazby a podpůrné konstrukce koruny.

## Historie a pověsti
Dub nebyl vysazen člověkem, ale je součástí původního porostu, jehož pozůstatky jsou chráněné jako přírodní památka Náměšťská obora. Obora je veřejně přístupná a můžeme v ní najít řadu velmi starých listnatých stromů.
Pověsti vyprávějí, že při husitském tažení na Moravu a dobývání hradu pod dubem Jan Žižka přespal, nebo že si k němu přivázal koně. Konkrétní rok uváděn není – podle historických záznamů ale hrad husité dobyli už roku 1408 pod vedením Lacka z Kravař.

## Další zajímavosti
Žižkově dubu v Náměšti byl věnován prostor v televizním pořadu Paměť stromů, konkrétně v dílu č. 10: Stromy u hradů a zámků.

## Památné a významné stromy v okolí
- staré stromy v Kralické (Náměšťské) oboře
- Smrky u Vlasákovy hájenky (Zňátky, 2 stromy, 2,5–4 km J)
- Schönwaldský dub (Jinošov, 4 km SV)
- Buky na Vlčím kopci (Kladeruby nad Oslavou, 2 stromy, 14 km autem, 9 km kolo, J)
- Smrk pod Vlčím kopcem (Kladeruby nad Oslavou, zanikl)
- Jedle u Oslavy (Kladeruby nad Oslavou, zanikla)
- Haugwitzova alej (Kladeruby nad Oslavou, 153 z pův. 171 stromů: duby, buky, javory, lípy, 14 km autem, 9 km kolo, J)
- Horákův buk (Kladeruby) (16 km autem, 11,5 km kolo, J)